# جزيرة سباتز
جزيرة سباتز هي جزيرة واسعة تغطيها الثلوج في أنتاركتيكا. انها تقع جنوب غرب جزيرة ألكسندر وإلى الغرب من قاعدة شبه جزيرة أنتاركتيكا، على مقربة من ساحل أرض ألسويرث، على بعد 30 ميلا شرقي جزيرة سمايلي. وهي على بعد 50 ميلا طولا و 25 ميلا، وتغطي مساحة نحو 4100 كيلومتر مربع.
في الجانب الشمالي من الجزيرة يشكل جزء من الهامش إلى الجنوب من مدخل رون ؛ ما تبقى من جزيرة تحيط به الجروف الجليدية من سترينج ساوند وساوند جورج السادس. فين رون وكارل إكلوند من خدمة الولايات المتحدة في انتاركتيكا (USAS) (1939-41) انتقلا بالزلاجة على طول الجانب الشمالي في ديسمبر كانون الأول عام 1940. تم تصويره من الجو، وتعيين أول كجزيرة من بعثة رون للابحاث في أنتاركتيكا (1947-48) تحت قيادة فين رون. وسميت من قبل رون على اسم الجنرال كارل سباتز، رئيس أركان سلاح الجو الأمريكي، الذي قدم المساعدة في توفير طائرة لاستخدام البعثة.